# Grand Prix moto du Kazakhstan 2024
Le Grand Prix moto du Kazakhstan 2024 est la quatorzième manche du championnat du monde de vitesse moto 2024.
Cette 1re édition du Grand Prix moto du Kazakhstan est initialement programmée du 14 juin au 16 juin sur le Circuit international de Sokol à proximité d'Almaty. Elle est reportée du 20 au 22 septembre à la suite d’importantes inondations en Asie centrale et finalement annulé.

## Classements provisoires aux Championnats
Seul le top5 de chaque championnat a l’issue du Grand Prix est présenté ici.